# Hrašovík
Hrašovík este o comună slovacă, aflată în districtul Košice-okolie din regiunea Košice. Localitatea se află la altitudinea de 207 m deasupra n.m., se întinde pe o suprafață de 2,05 km2 și în 2017 număra 367 de locuitori.

## Istoric
Localitatea Hrašovík este atestată documentar din 1270.

## Demografie
| An:                | 1994 | 2004    | 2014    | 2024 |
| ------------------ | ---- | ------- | ------- | ---- |
| Număr de persoane: | 264  | 298     | 330     | 429  |
| Diferență:         |      | +12,87% | +10,73% | +30% |

| An:                | 2023 | 2024   |
| ------------------ | ---- | ------ |
| Număr de persoane: | 418  | 429    |
| Diferență:         |      | +2,63% |